# آی‌ان‌سی. (مجله)
آی‌ان‌سی. (به انگلیسی: Inc.) یک مجلۀ تجاری آمریکایی است که در سال ۱۹۷۹ میلادی تاسیس شد و مقر آن در شهر نیویورک است. این مجله سالانه شش شماره را به همراه محتوای آنلاین و رسانه‌های اجتماعی منتشر می‌کند. این مجله همچنین سالانه چندین رویداد زنده و مجازی را تولید می‌کند.
این نشریه توسط مانسوتو ونچرز منتشر می‌شود، آی‌ان‌سی. بیشتر به خاطر رتبه‌بندی سالانۀ شرکت‌های خصوصی با سریع‌ترین رشد در ایالات متحدۀ آمریکا، به نام‌های «آی‌ان‌سی. ۵۰۰» و «آی‌ان‌سی. ۵۰۰۰» شناخته می‌شود.